# Зобово (Оренбургская область)
Зо́бово — село в Шарлыкском районе Оренбургской области в составе Путятинского сельсовета.

## География
Расположено на реке Тятер (бассейн реки Белой), примерно в 46 километрах севернее райцентра.
Высота центра селения над уровнем моря — 208 м.
На 2019 год в Зобово числится 4 улицы.

## История
Дата основания села определяется из донесения Оренбургской казенной палаты, полученной Губернатором Оренбургской губернии 14.07.1810. В нём указывалось, что ходатайствующим однодворцам Рязанской губернии Раненбургского уезда разных селений назначено подселение в дачах деревни Сарманаевой (современное село Сарманай того же района) на речке Тятере под названием села Зобова по резолюции 09 сентября (по новому стилю 22 сентября) 1809 года. Просителем по доверенности от 154 душ был отпущенник Зобов, по фамилии которого и получило село свое название.

## Население
| 2010 |
| ---- |
| 197  |

Национальный состав
Согласно результатам переписи 2002 года, в национальной структуре населения
русские составляли 100 % из 266 чел..

## Инфраструктура
В селе действует Казанско-Богородицкая церковь с приделом Димитрия Солунского, 1897—1906 гг. постройки.

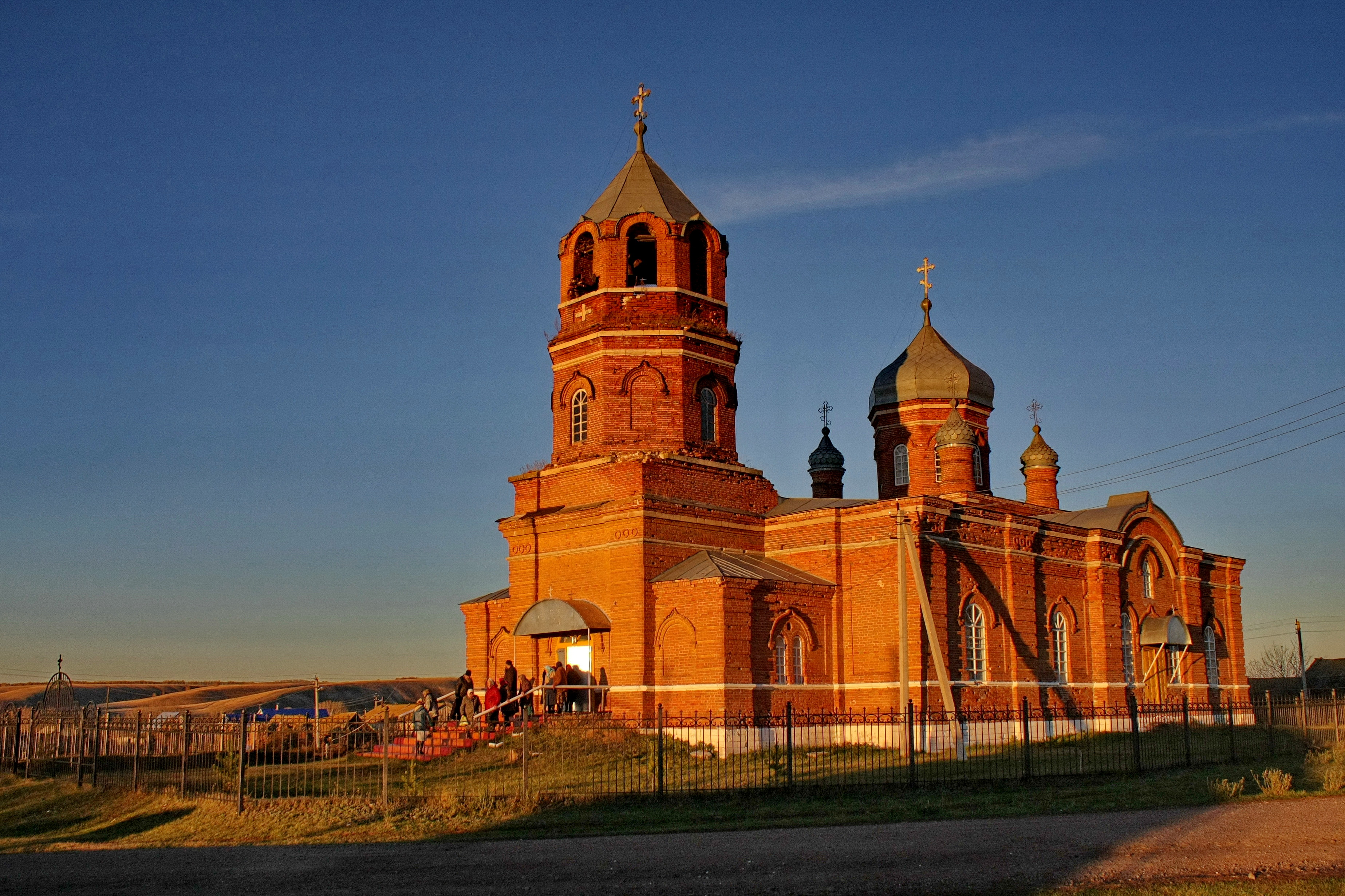
Казанско-Богородицкий храм села Зобово Шарлыкского района Оренбургской области

Из социальных объектов действуют фельдшерский пункт, почтовое отделение, сельский клуб.

## Известная личность
С 1901 по 1922 гг. настоятелем и священником Казанско-Богородицкой церкви был русский православный святой о. Иаков (Маскаев), в свое время бывший епископом Орским, викарием Оренбургской епархии, епископом Оренбургским, архиепископом Барнаульским. В 1901 г., по окончании Оренбургской духовной семинарии молодой иерей о. Иаков попросился служить в сельском приходе. Был назначен в с. Зобово, где прежде всего взялся закончить строительство каменного здания церкви взамен тесной и обветшавшей деревянной церкви. Фундамент был заложен в 1897 г., и в течение пяти лет о. Иаков довершил возведение храма.

## Транспорт
Село доступно автотранспортом.